# 金伯莉·盖斯特
金伯莉·盖斯特（英語：Kimberly Geist，1987年4月29日—），美国女子自行车运动员，2015年世界场地自行车锦标赛女子记分赛铜牌得主、2017年世界场地自行车锦标赛女子团体追逐赛金牌得主、2018年世界场地自行车锦标赛女子团体追逐赛金牌得主。